# Umeå stadshus

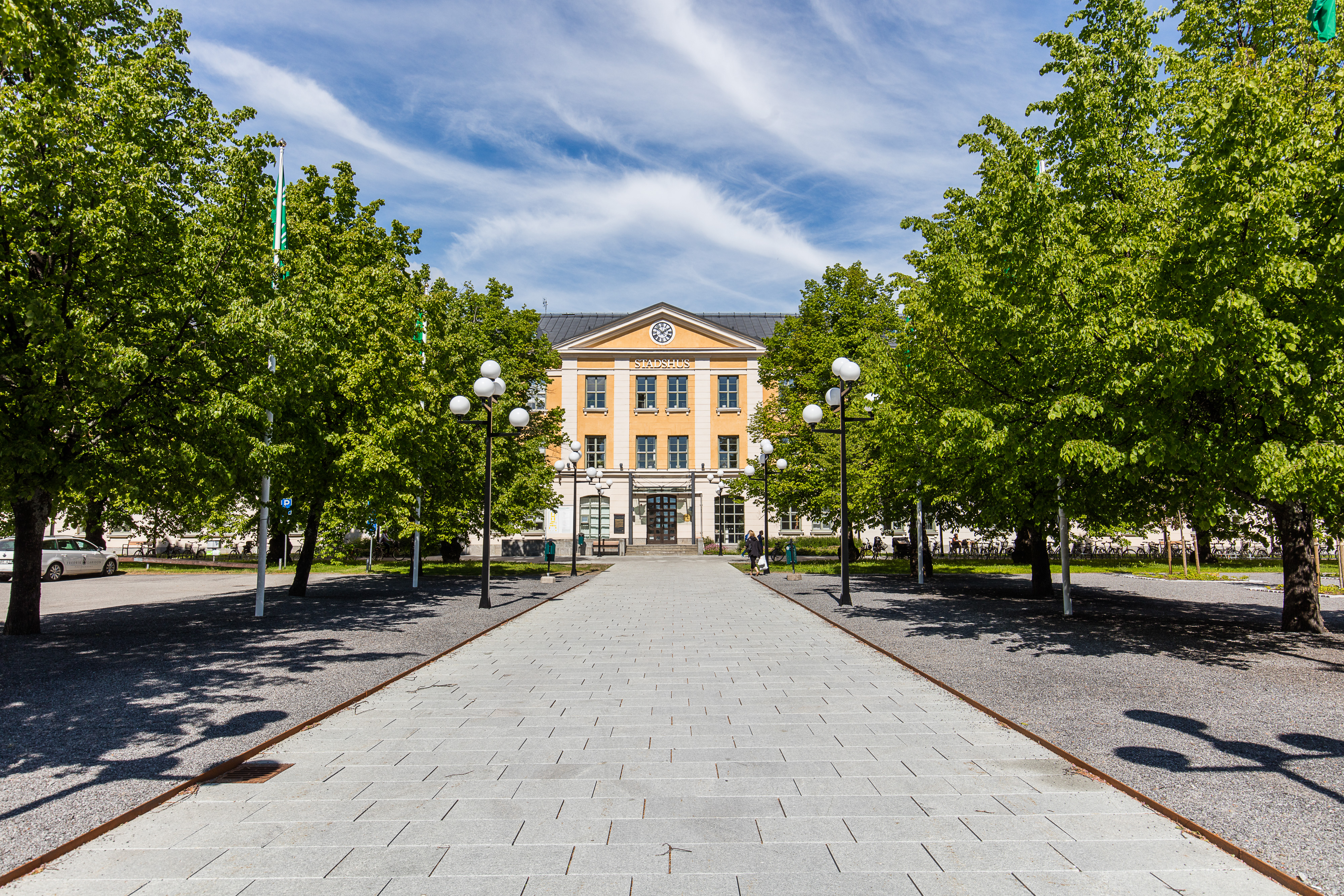
Umeå stadshus, sommartid

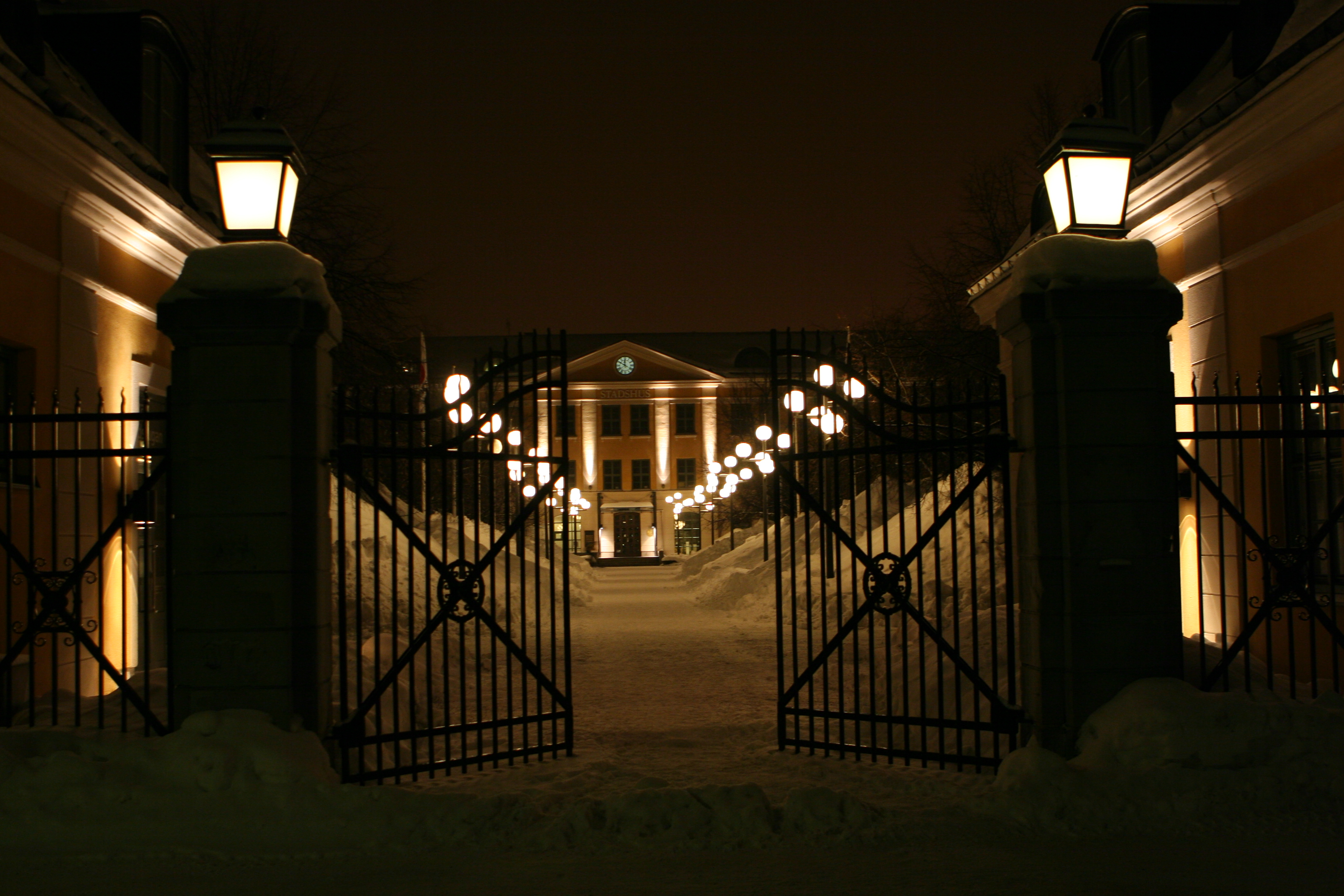
Umeå stadshus genom huvudportarna, en vinternatt.

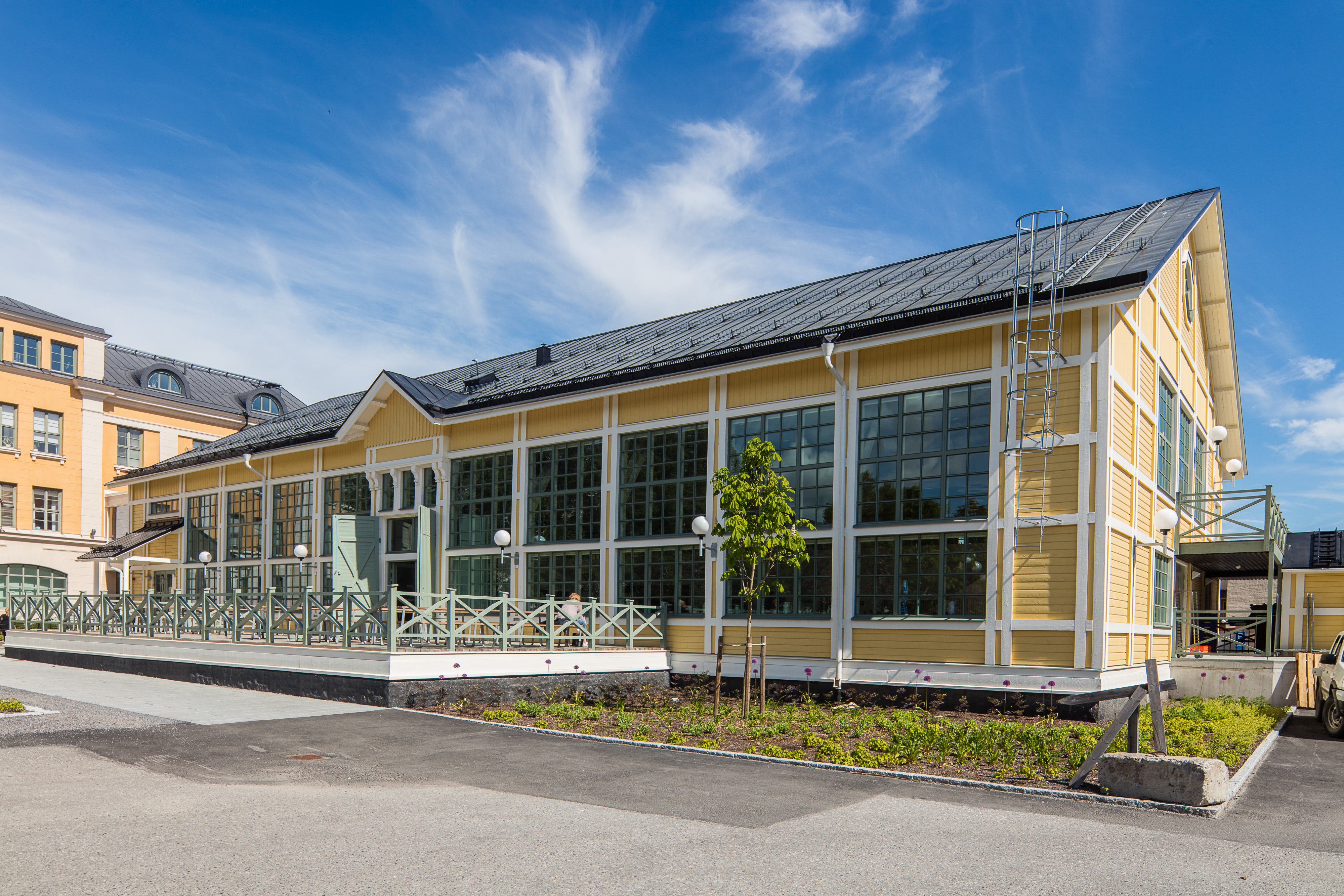
Personalrestaurang Översten.

Umeå stadshus är en byggnad i centrala Umeå, säte för Umeå kommuns centrala administration.

## Historik
Den centrala delen uppfördes åren 1898-1900 som kasern efter ritningar av arkitekten Erik Josephson, vilken ritade de flesta av dåtidens militära byggnader i Sverige. I huset inkvarterades Norrlands dragonregemente (K4). Utbyggnader skedde 1908 och 1943. 
Kasernen friställdes 1966 och övertogs av Umeå kommun, som beslutade att bygga om den för den centrala kommunala förvaltningen. Västerbottenskommunernas arkitekt- och byggnadskontor (VAB) stod för ombyggnadsritningarna. Byggnaden togs 1970 i bruk som kommunhus med namnet Umeå stadshus, och har sedan dess byggts om och till ett flertal gånger.